# Di-a-lects
Di-a-lects ist ein 1986 veröffentlichtes Musikalbum des Keyboarders und Komponisten Joe Zawinul. Es war sein erstes Soloalbum nach dem Ende von Weather Report.

## Covertext
Im Covertext schrieb Zawinul:

„Die Kompositionen auf dieser CD sind meine Eindrücke von vielen Völkern und Orten, die ich besucht habe, ihre Stimmungen, ihre Lieder, ihr Lachen, ihre Tänze, die Sehenswürdigkeiten und Geräusche des täglichen Lebens wie ich sie gesehen habe oder mir vorgestellt, als ich um die Welt getourt bin. Möchten Sie nicht bei dieser globalen Feier teilnehmen.“

## Titelliste
Alle Songs stammen von Joe Zawinul
1. The Harvest – 6:04
2. Waiting for the Rain – 7:38
3. Zeebop – 4:50
4. The Great Empire – 3:57
5. Carnavalito – 6:18
6. 6 A.M. / Walking on the Nile – 7:06
7. Peace – 6:49

## Rezeption
Auf AllMusic gab Richard S. Ginell die maximale Punktzahl für das Album:

„Wenn Joe Zawinul beweisen müsste, dass er Weather Report nicht mehr brauchte, gelänge es ihm spektakulär in dieser virtuellen Ein-Mann-Show. …“

## Weitere Musiker
Die Chorstimmen wurden gesungen von:
- Carl Anderson
- Dee Dee Bellson
- Alfie Silas